# Hekate
Hekate — німецький гурт, названий на честь Гекати, грецької богині некромантії та привидів. Гурт, створений під впливом неофолку, був заснований у Кобленці в 1991 році та поєднує історичні та сучасні стилістичні впливи.

## Музика
Hekate обробляє елементи фолку, класики, авторських і середньовічних пісень та поєднує їх з експериментальним електронним звуком. Інструменти включають перкусію, барабани, історичні інструменти, гітари та синтезатори. Лірика стосується міфів і легенд (Барбаросса, фея Морґана, катари, маври). Окрім власних текстів, Hekate також використовує культурно значущі тексти попередніх епох і подає їх різними мовами (французькою, англійською, їдиш, німецькою).

## Історія гурту
Hekate починався як експериментальний проєкт атональної музики. Перший виступ відбувся під час художньої виставки в Університеті прикладних наук Кобленца. У співпраці з ембієнт-проєктом Chorea Minor у 1996 році було створено перший компакт-диск. Гурт мав живі виступи на Wave-Gotik-Treffen у Лейпцигу, на фестивалі M'era Luna в Гільдесгаймі та в різних клубах у країні та за кордоном.

## Дискографія
- Sanctuary (1994; Krokodil Records), касета обмеженого тиражу
- The Seventh Sign (1996; Krokodil Records), з Chorea Minor
- Hambach -1848- (1998; taos-records), обмежена платівка
- Sonnentanz (2000; Well of Urd), CD
- Tempeltänze (2001; Well of Urd), CD
- Ten Years of Endurance (2003; Auerbach), збірка на CD
- Mithras Garden (2004; Auerbach), EP, у тому числі наживо
- Goddess (2004; Auerbach), CD, вкл. подвійний CD з реміксами
- Die Welt der dunklen Gärten (2011; Auerbach), CD
- Totentanz (2018; Auerbach), CD